# Timofei Slivets
Timofei Slivets, né le 22 octobre 1984 à Minsk, est un skieur acrobatique biélorusse spécialisé dans les épreuves de saut acrobatique. 
Au cours de sa carrière, il a participé à deux éditions des Jeux olympiques d'hiver en 2010 et 2014, et a plusieurs mondiaux dont sa meilleure performance est une dixième place en 2005 à Ruka, enfin en coupe du monde il est monté à deux reprises sur un podium pour deux secondes places le 10 décembre 2006 à Jilin Beida Lake et le 25 janvier 2009 au Mont-Gabriel. Il est le frère d'Assoli Slivets.

## Palmarès

### Jeux olympiques
| Édition/Discipline | Saut acrobatique |
| JO 2010            | 9e               |
| JO 2014            | 13e              |

### Championnats du monde
| Édition/Discipline | Saut acrobatique |
| Mondiaux 2005      | 10e              |
| Mondiaux 2007      | 11e              |
| Mondiaux 2009      | 13e              |

### Coupe du monde
- Meilleur classement général : 17e en 2007.
- Meilleur classement en saut acrobatique : 5e en 2010.
- 2 podiums en saut acrobatique.